# Tierweiher bei Hinterholz und Weiher am Aubühl
Tierweiher bei Hinterholz und Weiher am Aubühl este o arie protejată (arie specială de conservare — SAC, sit de importanță comunitară — SCI) din Germania întinsă pe o suprafață de 12,06 ha, integral pe uscat.

## Localizare
Centrul sitului Tierweiher bei Hinterholz und Weiher am Aubühl este situat la coordonatele 49°19′59″N 10°27′34″E / 49.3331°N 10.4594°E.

## Înființare
Situl Tierweiher bei Hinterholz und Weiher am Aubühl a fost declarat sit de importanță comunitară în noiembrie 2004 pentru a proteja 2 specii de animale. Situl a fost protejat și ca arie specială de conservare în aprilie 2016.

## Biodiversitate
Situată în ecoregiunea continentală, aria protejată conține 2 habitate naturale: Lacuri eutrofice naturale cu vegetație de tip Magnopotamion sau Hydrocharition, Păduri aluvionare cu Alnus glutinosa și Fraxinus excelsior (Alno-Padion, Alnion incanae, Salicion albae).
La baza desemnării sitului se află mai multe specii protejate:
- amfibieni (1): triton cu creastă (Triturus cristatus)
- nevertebrate (1): libelule (Leucorrhinia pectoralis)